# Sikhong Sekmai
Sikhong Sekmai è una suddivisione dell'India, classificata come nagar panchayat, di 6.117 abitanti, situata nel distretto di Thoubal, nello stato federato del Manipur. In base al numero di abitanti la città rientra nella classe V (da 5.000 a 9.999 persone).

## Geografia fisica
La città è situata a 24° 38' 30 N e 94° 05' 41 E.

## Società

### Evoluzione demografica
Al censimento del 2001 la popolazione di Sikhong Sekmai assommava a 6.117 persone, delle quali 3.022 maschi e 3.095 femmine. I bambini di età inferiore o uguale ai sei anni assommavano a 990, dei quali 496 maschi e 494 femmine. Infine, coloro che erano in grado di saper almeno leggere e scrivere erano 3.276, dei quali 2.033 maschi e 1.243 femmine.